# 弗里多尼亞鎮區 (愛荷華州普利茅斯縣)
弗里多尼亞鎮區（英語：Fredonia Township）是位於美國愛荷華州普利茅斯縣的一個行政鎮區。

## 地方資料
根據2010年美國人口普查的數據，弗里多尼亞鎮區的面積為94.42平方千米，當中陸地面積為94.42平方千米，而水域面積為0.00平方千米。當地共有人口281人，而人口密度為每平方千米2.98人。